# Puebla de Alcocer
Puebla de Alcocer – gmina w Hiszpanii, w prowincji Badajoz, w Estramadurze, o powierzchni 296,72 km². W 2011 roku gmina liczyła 1278 mieszkańców.